# Autoroute A51 (Francia)
La A51 es una autopista francesa que, una vez terminada, unirá Marsella y Grenoble pasando por Aix-en-Provence, el valle del Duranza y el Trièves.

## Los inicios
- 1951: apertura del tramo llamado 'Autoroute du Nord entre Marsella y la población de Les Pennes Mirabeau que actualmente forma parte de la A7.
- 1953: apertura de un segundo ramal hacia Cabriès.
- 1966: este ramal pasa a llamarse A51.
- 1970: inauguración del tramo Cabriès - Aix-en-Provence y del intercambiador con la A8.

## Estado actual
Actualmente hay tres tramos en servicio (en sentido sur a norte).
1. Marseille - Aix-en-Provence: sección pública de 18 kilómetros, tras el intercambiador de Septèmes-les-Vallons, al norte de Marsella, donde empalma con la Autoroute A7, hasta el intercambiador de Jas de Bouffan al oeste de Aix-en-Provence; sección con 2×3 vías en los 4 primeros kilómetros (hasta Plan de Campagne), y 2×2 después, limitada a 110 km/h de extremo a extremo.
2. Aix-en-Provence - La Saulce: sección de la red de la compañía ESCOTA, con peaje a partir de la salida norte de Venelles; comienza al norte de Aix (salida de Les Platanes), termina en la salida de La Saulce (Hautes-Alpes). Longitud del tramo 128 kilómetros, velocidad máxima 130 km/h salvo tres tramos en que se limita a 110 km/h (en los túneles de Mirabeau y de Sisteron, sobre el canal al sur de Sisteron), y un cuarto en el sentido norte-sur (en el descenso hacia Les Mées).
3. Col du Fau - Claix: este tramo norte de 27 km, de perfil muy accidentado, forma parte de la red AREA y empalma con la Autoroute A480 (vía de rodeo) en los arrabales de Grenoble.

El primer tramo tiene un subtramo de circunvalación de Aix-en-Provence, con 2 calzadas de 2 vías, que toma el nombre de N 296, de 5 km de longitud con un intercambiador complicado con la N 7, con una limitación de 50 km/h. Este conjunto, llamado Autopista del Valle del Duranza, permite el acceso desde Marsella a las estaciones de invierno de Alpes-de-Haute-Provence y de Hautes-Alpes, al complejo de C.E.A. de Cadarache y a los elevados puertos de los Alpes del Sur (Puerto de Larche, Puerto de Montgenèvre). Pero la autopista no llega directamente a Gap, ni a Digne-les-Bains, ni a Barcelonnette, ni a Briançon. 
El tercer tramo se construyó en dos etapas: la primera se abrió en 1999 y une la población Claix en los arrabales de Grenoble, con Saint-Martin-de-la-Cluze, que tiene 17 km. Este tramo empieza en el límite de Claix y de Varces en prolongación de la A480 (vía de rodeo). El peaje está situado en el término municipal de Vif. La segunda etapa, abierta en 21 de marzo de 2007, prolonga la anterior hasta el puerto de Fau y tiene 10,5 km. Lleva el nombre de Autopista del Trièves. Esta parte tiene un tramo de 4,5 km de calzada única con dos vías (túnel de Sinard y viaducto de Monestier. Se construyó en cinco años, tras numerosas polémicas, pues ha costado unos 191 millones de euros. Deja las puertas del Trièves a 30 minutos de Grenoble. Tres grandes obras jalonan este tramo:
- El viaducto de Monestier salva el valle de Fanjaret. Tiene una longitud de 860 m, entre el túnel de Sinard y las estribaciones de Saint-Paul-lès-Monestier. Su peso es de unas 50.000 toneladas y se apoya en ocho pilares de entre 40 y 70 metros de altura.
- Los túneles de Sinard permiten pasar desde la cuenca del río Drac a la del río Gresse. Consiste en dos galerías unidas entre sí en cuatro puntos, separados por 200 m: la galería oeste (950 m) tiene la calzada de la autopista (con dos vías de sentido contrario) y la otra (995 m) se destina al mantenimiento y a las emergencias. El coste de la obra fue de 39 millones de euros.

El tramo que falta entre el Puerto de Fau y el tramo sur tiene problemas. Durante 20 años ha sido objeto de numerosas decisiones ministeriales, a menudo contradictorias (ver más abajo).
Para ir de Marsella a Grenoble los automovilistas pueden elegir dos posibilidades:
- desde la salida de la A-51 en La Saulce seguir por la N 85, por Gap, Corps, La Mure y Vizille, hasta puente de Claix, o
- salir de la A-51 en Sisteron-Norte y tomar la D 4075 (hasta el límite del Departamento de Alpes de Alta Provenza) que luego cambia de nombre a D 1075 (toda ella anteriormente llamada N 75) por Laragne, Serres, y el puerto de la Croix-Haute, itinerario más corto, que permite empalmar de nuevo con la A-51 en el Puerto de Fau.

## Salidas

### De Septème-les-Vallons a La Saulce

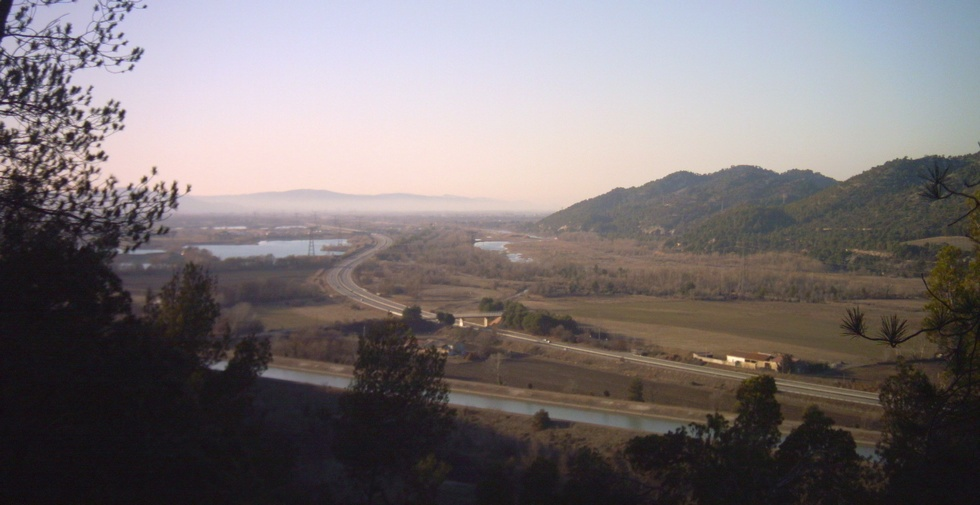
La autopista «Val de Durance» entre Pertuis y Cadarache

| Elemento | km  | Nombre de Salida (sentido Grenoble)/Ver de arriba-abajo                             | Número de Salida      | Nombre de Salida (sentido Marsella)/Ver de abajo-arriba                                                         | Carretera que enlaza |
| -------- | --- | ----------------------------------------------------------------------------------- | --------------------- | --- | -------------------- |
|          | 0   | A-51 E 712 Sisteron / La Saulce                                                     |                       | Marsella-centro / Saint-Antoine / Fos-sur-Mer / Martigues / Aeropuerto de Marsella - Marignane / L'Estaque      | A-7                  |
|          | 3   | Cabriès, Les Pennes-Mirabeau, Plan de Campagne, Septèmes-les-Vallons                | 1                     | Cabriès, Les Pennes-Mirabeau, Plan de Campagne, Septèmes-les-Vallons                                            |                      |
|          | 5   | Bouc-Bel-Air                                                                        | 2                     | Gardanne, Simiane-Collongue, Bouc-Bel-Air                                                                       | A-512                |
|          | 10  | Aix-en-Provence Zona Comercial, Bouc-Bel-Air, Luynes                                | 3                     | Aix-en-Provence Zona Comercial, Bouc-Bel-Air, Luynes                                                            |                      |
|          | 12  |                                                                                     | 4                     | Gardanne, Luynes                                                                                                |                      |
|          | 14  | Aix-en-Provence Zona Comercial, Les Milles                                          | 5                     | Aix-en-Provence Zona Comercial, Les Milles                                                                      | D 9                  |
|          | 16  | Aix-en-Provence centro                                                              | 6                     | |                      |
|          | 16  |                                                                                     |                       | Niza / Fréjus - Saint-Raphaël / Toulon / Aubagne / Aix-en-Provence-Pont de l'Arc / Aix-en-Provence-Fenouillères | A-8                  |
|          | 17  | Berre-l'Étang, Aix-en-Provence-Encagnane, Aix-en-Provence-Jas-de-Bouffan            | 7                     | Berre-l'Étang, Aix-en-Provence-Encagnane, Aix-en-Provence-Jas-de-Bouffan                                        | D 64                 |
|          | 18  |                                                                                     | 8                     | Aix-en-Provence-centro, Aix-en-Provence-Porland                                                                 | D 17                 |
|          |     | Pasa a llamarse RN-296 E 712                                                        |                       | Vuelve a llamarse A 51 E 712                                                                                    |                      |
|          | 20  | Gap por A 51 E 712 , Nîmes / Aviñón / Salon-de-Provence / Saint-Cannat / Célony     | 9 La Chevalière       | Nîmes / Aviñón / Salon-de-Provence / Saint-Cannat / Célony                                                      | D 7n                 |
|          | 21  | Le Puy-Sainte-Réparade, Puyricard, Oppidum d'Entremont, Aix-en-Provence             | 10 Puyricard          | Le Puy-Sainte-Réparade, Puyricard, Oppidum d'Entremont, Aix-en-Provence                                         | D 14                 |
|          | 22  | Chemin Saint-Donat                                                                  | 11 Chemin Saint-Donat | Chemin Saint-Donat                                                                                              |                      |
|          | 22  | Le Puy-Sainte-Réparade, Aix-en-Provence-norte                                       | 12 Aix-Les Platanes   | |                      |
|          |     | Vuelve a llamarse A 51 E 712                                                        |                       | Pasa a llamarse RN 296 E 712                                                                                    |                      |
|          | 23  |                                                                                     | 12 Aix-Les Platanes   | Aix-en-Provence-norte                                                                                           | D 96                 |
|          | 27  | Venelles                                                                            | 13 Venelles           | Venelles | D 13a                |
|          | 29  | Gap, Digne-les-Bains, Sisteron, Manosque, Meyrargues (por RD) Pertuis               | 14 Meyrargues         | | D 1096 D 556         |
|          | 29  | Inicio del tramo de pago                                                            |                       | |                      |
|          | 32  | Meyrargues                                                                          |                       | Meyrargues-Fontbelle                                                                                            |                      |
|          | 35  | Peaje de Meyrargues; Le Puy-Sainte-Réparade, Pertuis                                | 15 Pertuis            | 'Peaje de Meyrargues; Le Puy-Sainte-Réparade, Pertuis                                                           | D 556                |
|          | 38  | Puente Mirabeau                                                                     |                       | |                      |
|          | 41  |                                                                                     | Túnel de Jouques      | |                      |
|          | 42  |                                                                                     |                       | Jouques |                      |
|          | 56  | Vinon-sur-Verdon, Gréoux-les-Bains, Centro de Investigaciones Atómicas de Cadarache | 17 C.E.A. Cadarache   | Vinon-sur-Verdon, Gréoux-les-Bains, Centro de Investigaciones Atómicas de Cadarache                             |                      |
|          | 70  | Valensole, Gréoux-les-Bains, Manosque                                               | 18 Manosque           | Valensole, Gréoux-les-Bains, Manosque                                                                           | D 907                |
|          |     | Volx                                                                                |                       | Manosque |                      |
|          | 84  | Forcalquier, Oraison                                                                | 19 La Brillanne       | Forcalquier, Oraison                                                                                            | RN 100 D 4b          |
|          |     | Ganagobie                                                                           |                       | Ganagobie |                      |
|          | 100 | Digne-les-Bains, Château-Arnoux-Saint-Auban, Les Mées, Peyruis                      | 20 Peyruis            | Digne-les-Bains, Château-Arnoux-Saint-Auban, Les Mées, Peyruis                                                  | D 4a                 |
|          | 102 |                                                                                     |                       | Le Belvédère de Peyruis - Les Mées                                                                              |                      |
|          | 111 | Niza por la RN, Digne-les-Bains, Château-Arnoux-Saint-Auban, Aubignosc              | 21 Aubignosc          | Niza por la RN, Digne-les-Bains, Château-Arnoux-Saint-Auban, Aubignosc                                          | RN 85 D 4085         |
|          |     | Aubignosc                                                                           |                       | Aubignosc |                      |
|          | 116 | Sisteron, Valle del Jabron                                                          | 22 Sisteron-Sud       | Sisteron, Valle del Jabron                                                                                      | D 4                  |
|          | 119 |                                                                                     | Túnel de la Baume     | |                      |
|          | 123 | Grenoble por la Croix-Haute, Sisteron, La Motte-du-Caire, Laragne-Montéglin         | 23 Sisteron-Nord      | Grenoble por la Croix-Haute, Sisteron, La Motte-du-Caire, Laragne-Montéglin                                     | D 4075 E 712         |
|          | 153 | Fin de autopista Gap por N 85 Briançon por D 942                                    | Peaje de La Saulce    | Marsella por A 51                                                                                               |                      |

- Wikimedia Commons alberga una categoría multimedia sobre l'Autoroute du Val de Durance.

### Del puerto de Fau a la A480

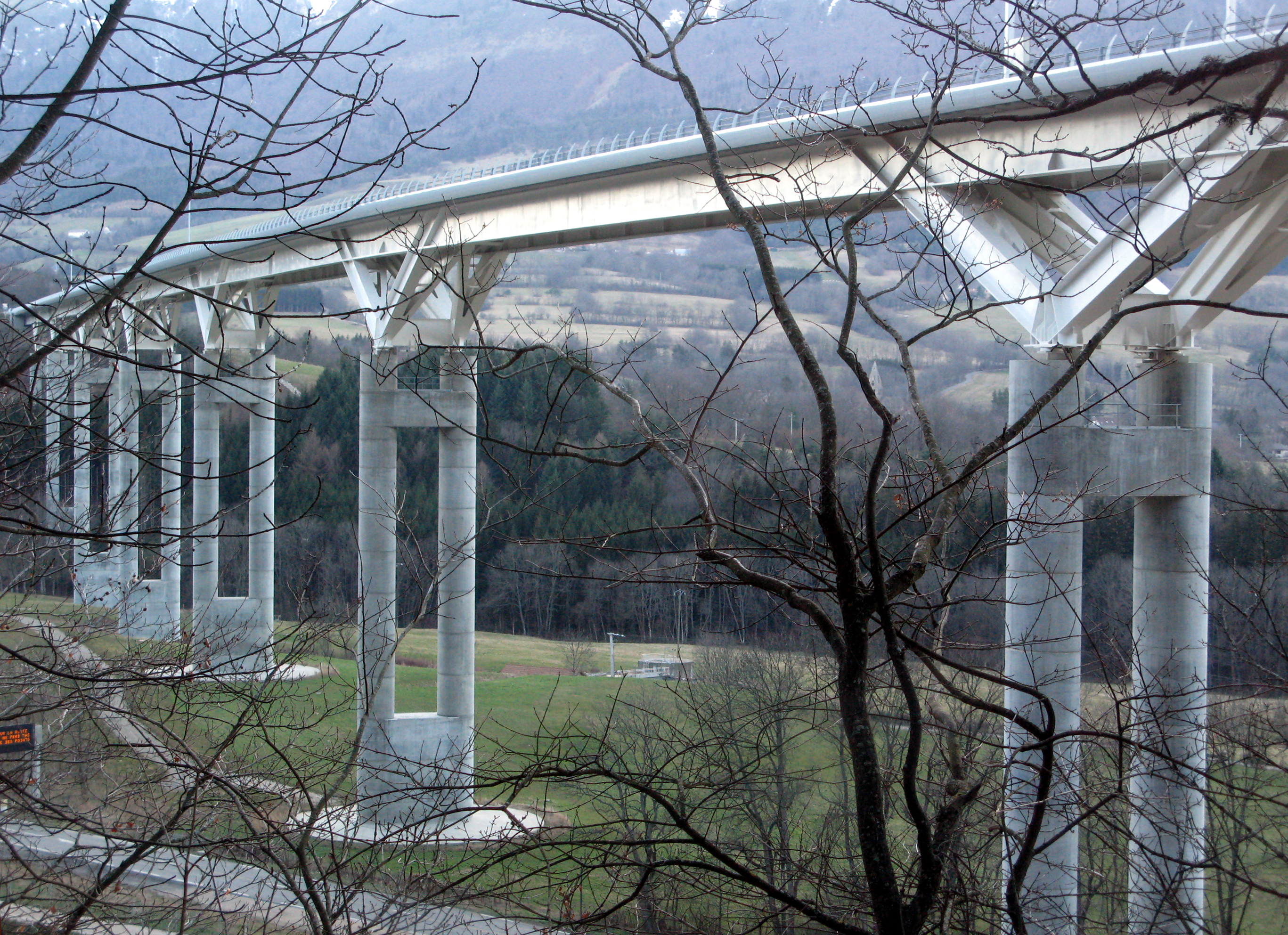
Viaducto de Monestier en la A-51

| Elemento | km | Nombre de Salida (sentido Grenoble)/Ver de arriba-abajo | Número de Salida              | Nombre de Salida (sentido Marsella)/Ver de abajo-arriba | Carretera que enlaza |
| -------- | -- | ------------------------------------------------------- | ----------------------------- | ------------------------------------------------------- | -------------------- |
|          | 27 | Puerto de Fau (inicio de autopista) Continua E 712      |                               | Puerto de Fau (fin de autopista)                        | D 1075               |
|          |    | En 17 km                                                |                               |                                                         |                      |
|          |    | Tramo de una sola calzada de sentido único              |                               | Calzada de dos carriles sentido único                   |                      |
|          |    | Reducción a una calzada de doble sentido                |                               | Separación en dos calzadas                              |                      |
|          |    | una calzada de doble sentido                            | Viaducto de Monestier (860 m) | una calzada de doble sentido                            |                      |
|          |    | una calzada de doble sentido                            | Túnel de Sinard (960 m)       | una calzada de doble sentido                            |                      |
|          | 17 | Empiezan dos calzadas de dos carriles                   |                               | Reducción a una calzada de doble sentido                |                      |
|          | 15 | Les Marceaux                                            |                               | Les Jaillets                                            |                      |
|          | 15 |                                                         | 13 Sinard                     | Lago de Monteynard - Avignonet                          | D 110                |
|          |    | Peaje de Crozet. 2,90€ por 22 km, es decir 0,13€/km.    |                               | Peaje de Crozet. 2,90€ por 22 km, es decir 0,13€/km.    |                      |
|          |    |                                                         | Túnel de Petit Brion (550m)   |                                                         |                      |
|          | 4  |                                                         | 12 Vif                        | Sisteron por RD, Varces, Vif                            | D 1075               |
|          |    |                                                         | Túnel de Uriol (490m)         |                                                         |                      |
|          | 3  | Saint-Paul-de-Varces                                    | 11 Saint-Paul-de-Varces       | Saint-Paul-de-Varces                                    |                      |
|          | 0  | fin A 51 sigue A 480 E 712 a Grenoble                   |                               | Inicio A 51                                             |                      |

Notas: se ha mantenido el sentido del recorrido, a pesar de que de los kilómetros y las salidas en este tramo se numeran de norte a sur.

Entre el puerto de Fau y el kilómetro 17 (sentido Grenoble), solo hay un carril de circulación. 

El viaducto de Monestier y, a continuación, el túnel de Sinard, tienen una sola calzada con doble sentido de circulación

Entre el kilómetro 17 y el fin del viaducto de Monestier (sentido Marsella), solo hay un carril de circulación.

## Puntos problemáticos
- La parte urbana de la autopista del Valle del Duranza, desde el intercambiador de Septêmes (  1 Septèmes ) hasta el norte de Aix (intercambiador   12 Aix-Les Platanes ), hacia el km 23, tiene riesgo de embotellamientos frecuentes, especialmente hacia las 17:00 horas en días laborables y el domingo al atardecer.
- La RN 296 tiene una curva especialmente peligrosa en la bajada (sentido norte-sur), con velocidad limitada a 50 km/h (Atención: se permite una velocidad de 110 km/h apenas un kilómetro antes).

## Entre Grenoble y Sisteron, un tramo discutido
La construcción del tramo entre Grenoble (Puerto de Fau) y Sisteron ha sido objeto de múltiples discusiones por su posible impacto ambiental y de la posible dégradacion del nivel de vida en las regiones que atraviesa.
Se plantean varios problemas:
- la elección del trazado;
- el tipo de proyecto: autopista de peaje, vía express (autovía) o mejora de las carreteras existentes: carretera nacional 75 (ahora RD 1075) y RN 85 ;
- el coste del proyecto (75% de financiación pública);
- las dificultades técnicas para la construcción de las numerosas obras (puentes y túneles), especialmente en el trazado por el este de Gap:
  - El viaducto sobre el Ébron de cerca de 2 kilómetros de longitud y 200 metros de altura. Como comparación, el viaducto de Millau (2,4 km de longitud y 270 m de altura) ha costado alrededor de 400 millones de euros,
  - Túneles de Lavars (alrededor de 1 km) y del Faraut (3,8 km),
  - Viaductos de Pisse-Vache (120 m), de la Chalane (75 m), de los Archars (360 m), de la croix de Pigne (370 m), de la Souloise (1000 m), du Rif Mannel (75 m), de la Guinguette (335 m), del Laus (80 m), del Rageoux (160 m), de la Bonne (270 m), de Chauvet (230 m), du Buzon (360 m), de la Combe (390 m), de los Roubis (140 m), de Lafangue (140 m), de los Blanchonnes (150 m), de la Cote Chaude (170 m), de la Bâtie-Neuve (100 m), de la Drague (280 m), de la Plaine (540 m), de Trébaudon (230 m) — sumados, aproximadamente más de 5 kilómetros de longitud;
- el gran impacto medioambiental, especialmente en el Trièves, zona hasta ahora bien conservada.

Partiendo desde el norte, son posibles varias soluciones:
1. Le trazado directo por el Puerto de la Croix-Haute y el valle del Buech hasta Sisteron (coste inicial estimado de 1.800 millones de euros); más corto, serviría el oeste de Hautes-Alpes (Serres, Laragne).
2. El trazado «por el este de Gap» por el Trièves, el valle del Drac, el Puerto Bayard y el valle del Avance) (coste inicial estimado de 2200 millones de euros); más largo y más costoso, pero que comunicaría el Champsaur y el Dévoluy, y se acercaría a las estaciones de esquí de los Alpes-du-sud (Queyras, Ubaye, Briançonnais).
3. El trazado «por el este de Gap», sin el túnel previsto bajo el Faraut y sin el viaducto de la Souloise, el tramo entre Pellafol y Le Motty (Champsaur) se haría mediante una autovía o autopista por el lado oeste del lago de Sautet (lado Corps). Le coste de este proyecto sería de 800 a 900 millones de euros, teniendo en cuenta el ahorro de suprimir las dos obras citadas.
4. El arreglo de la RD 1075 y de la RN 85 (conversión en 2 vías de 2 carriles, y varias rectificaciones); más económico (costo estimado en alrededor de 610 millones de euros[2]) tendrá un impacto medioambiental menor y acumula ventajas para las dos regiones, a costa de tardar un poco más. Para un centenar de kilómetros, entre una carretera limitada a 90 km/h y una autopista, la ganancia teórica en tiempo es de 21 minutos, pero que puede aumentar muy razonablemente a 30 según el tránsito.

### 20 años de dudas
- 1987: la autopista Sisteron-Grenoble se incluye en el Esquema director de la vialidad nacional ;
- 1991: Louis Besson, ministro de Infraestructura, se declara partidario de un trazado por Lus-la-Croix-Haute.
- 1995: Bernard Pons decide que la A51 pase por el este de Gap, impulsa un debate público, que su sucesor Jean-Claude Gayssot suspenderá.
- 2003: Gilles de Robien, nuevo ministro de Infraestructura, se pronuncia por el trazado el este de Gap.
- 2005: debate público sobre la unión entre los dos tramos. Cuatro soluciones: arreglo de las carreteras RD 1075 y RN 85, desarrollo de la red ferroviaria, prolongar la A51 por el este de Gap y prolongar la A51 por el oeste…
- 2006: El ministro de Transportes Dominique Perben y el ministro delegado para la Ordenación del Territorio Christian Estrosi anuncian, el 16 de marzo de 2006, en una conferencia de prensa, haber elegido el trazado este, por Gap.

### El debate de 2005: las posturas de los interesados
Le debate público ha mostrado grandes diferencias entre puntos de vista según las zonas geográficas afectadas y, según la Commission nationale du débat public, «los intereses defendidos por los diferentes tipos de intervinientes, y de las concepciones de la sociedad y del tipo de desarrollo que debe propiciar»: 
- el departamento de Alpes-de-Haute-Provence prefiere el itinerario oeste por el Puerto de la Croix-Haute, más corto
- el Consejo general de Hautes-Alpes, los electos regionales de derechas, la cámara de comercio, y una parte de la población de Gap[5] son partidarios del trazado por el este de Gap.
- la región Rhône-Alpes, el departamento de Isère y el sindicato d'aménagement de Trièves prefieren la mejora de las RD 1075 y RN 85 además de un mejor servicio ferroviario.

Los consejos regionales de Rhône-Alpes y de Provence-Alpes-Côte d'Azur además han hecho saber su imposibilidad de financiar solos un proyecto de autopista de esta amplitud sin una inversión claramente mayoritaria del Estado. 
Como resultado de este debate público, el ministro ha anunciado de nuevo en 2006 que la A51 debería construirse por el este de Gap. Pero el proyecto de finalización sigue todavía en estudio. En el mejor de los casos, su finalización se estima, hoy por hoy, para 2025. Entonces se podrá hacer el trayecto Grenoble-Marseille en 3 horas (2h50 si el trayecto es por el puerto de la Croix-Haute) en lugar de las 3h30 actuales por Valence, diferencia que los opositores del proyecto juzgan deleznable frente a los costos y los problemas medioambientales producidos por el proyecto. Sin embargo no se tiene en cuenta la sobrecarga de tráfico habitual en la A-7 ni en el cómputo de tiempo las diferencias que supondría para los que viven a mitad de camino entre Marsella y Gap cuando se dirigen al norte.